# Witali Jakowlewitsch Kusnezow

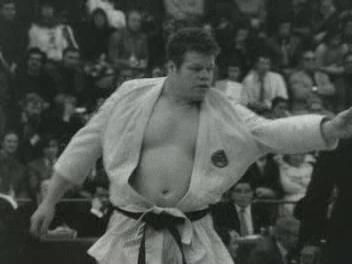
Witali Jakowlewitsch Kusnezow (1972)

Witali Jakowlewitsch Kusnezow (russisch Виталий Яковлевич Кузнецов; * 16. Februar 1941 in Novo-Mazino, Tatarstan; † 12. Oktober 2011 in Moskau) war ein sowjetischer Judoka. Er gewann 1972 eine olympische Silbermedaille.
Der 1,80 m große Kusnezow trat im Schwergewicht oder der offenen Klasse an. Er war ursprünglich Ringer und begann während seiner Armeezeit 1961 mit Sambo, der russischen Judo-Variante. Er war sowjetischer Sambomeister im Schwergewicht in den Jahren 1968, 1971, 1972, 1975, 1978 und 1979 und in der offenen Klasse 1974, 1976 und 1977. 1975 war er Weltmeister im Sambo und 1972 Europameister, jeweils im Schwergewicht.
Seine internationale Judo-Karriere begann 1969, als er sowohl mit der Mannschaft als auch im Schwergewichts-Einzel eine Bronzemedaille bei den Europameisterschaften gewann. 1971 erhielt er abermals Bronze mit der Mannschaft und gewann den Einzelwettbewerb in der offenen Klasse vor dem Spanier Santiago Ojeda. Bei den Weltmeisterschaften 1971 in Ludwigshafen erhielt er in der offenen Klasse die Silbermedaille hinter dem Japaner Masatoshi Shinomaki. 1972 erkämpfte Kusnezow die Bronzemedaille im Schwergewicht bei den Europameisterschaften und siegte mit der sowjetischen Mannschaft. 
Bei den Olympischen Spielen 1972 in München besiegte er in der offenen Klasse nacheinander den Brasilianer Chiaki Ishii, den Niederländer Willem Ruska und den Deutschen Klaus Glahn und war Sieger seines Pools, den anderen Pool gewann der Franzose Jean-Claude Brondani. Über die Hoffnungsrunde erreichten Willem Ruska und der Brite Angelo Parisi das Halbfinale. Im Kampf um den Finaleinzug besiegte Kusnezow Parisi und traf im Finale auf Ruska, der das Finale nach 3:58 min für sich entschied.
Nach einigen Jahren Pause kehrte Kusnezow 1978 zurück auf die Judomatte und gewann Silber bei den Mannschaftseuropameisterschaften. Bei den Europameisterschaften 1979 unterlag er erst im Schwergewichts-Finale gegen den Franzosen Jean-Luc Rougé. Im Herbst 1979 siegte Kusnezow mit dem sowjetischen Team bei den Mannschaftseuropameisterschaften. Bei den Weltmeisterschaften 1979 in Paris trat Kusnezow in der offenen Klasse an, besiegte im Halbfinale den Belgier Robert Van de Walle und unterlag im Finale gegen den Japaner Sumio Endō. Zum Abschluss seiner Karriere trat Kusnezow bei den Olympischen Spielen 1980 in Moskau im Schwergewicht an, verlor aber bereits seinen ersten Kampf gegen den Jugoslawen Radomir Kovačević.